# Беньсі
Беньсі́ — місто на північному сході Китаю, у провінції Ляонін, на річці Тайцзихе. Залізничний вузол. Великий центр гірничопромислового району Китаю.
Металургійна, машинобудівна, енергетична, хімічна, цементна, харчова промисловість. У районі Беньсі видобувається вугілля, залізна руда. Через велику промисловість місто сильно забруднене.
26 квітня 1942 року на шахті Хонкейко через вибух вугільного пилу сталася масштабна за жертвами катастрофа. Загинули 1549 шахтарів.

## Клімат
Місто знаходиться у зоні, котра характеризується вологим континентальним кліматом зі спекотним літом. Найтепліший місяць — липень із середньою температурою 23.9 °C (75 °F). Найхолодніший місяць — січень, із середньою температурою -12.8 °С (9 °F).
| Клімат Беньсі́           | Клімат Беньсі́ | Клімат Беньсі́ | Клімат Беньсі́ | Клімат Беньсі́ | Клімат Беньсі́ | Клімат Беньсі́ | Клімат Беньсі́ | Клімат Беньсі́ | Клімат Беньсі́ | Клімат Беньсі́ | Клімат Беньсі́ | Клімат Беньсі́ | Клімат Беньсі́ |
| Показник                | Січ.          | Лют.          | Бер.          | Квіт.         | Трав.         | Черв.         | Лип.          | Серп.         | Вер.          | Жовт.         | Лист.         | Груд.         | Рік           |
| Абсолютний максимум, °C | 3             | 7             | 18            | 25            | 26            | 30            | 31            | 34            | 28            | 23            | 18            | 11            | 34            |
| Середній максимум, °C   | −7            | 0             | 8             | 13            | 19            | 25            | 27            | 28            | 22            | 16            | 6             | −2            | 14            |
| Середня температура, °C | −12           | −3            | 3             | 8             | 15            | 21            | 23            | 23            | 17            | 11            | 1             | −7            | 9             |
| Середній мінімум, °C    | −17           | −8            | −1            | 4             | 11            | 17            | 20            | 18            | 11            | 5             | −2            | −12           | 5             |
| Абсолютний мінімум, °C  | −29           | −20           | −6            | −5            | 5             | 11            | 13            | 12            | 2             | −3            | −16           | −25           | −29           |
| Днів з опадами          | 28            | 21            | 14            | 28            | 24            | 21            | 21            | 17            | 16            | 16            | 18            | 25            | 249           |
| Днів з дощем            | 3             | 7             | 12            | 25            | 24            | 21            | 21            | 17            | 16            | 15            | 12            | 2             | 175           |
| Днів зі снігом          | 28            | 21            | 7             | 7             | 0             | 0             | 0             | 0             | 0             | 2             | 7             | 23            | 95            |
| ----------------------- | ------------- | ------------- | ------------- | ------------- | ------------- | ------------- | ------------- | ------------- | ------------- | ------------- | ------------- | ------------- | ------------- |
| Джерело: Weatherbase    |               |               |               |               |               |               |               |               |               |               |               |               |               |

## Адміністративний поділ
Префектура поділяється на 4 райони та 2 автономних повіти:
| Карта                                                                             | Карта              | Карта          | Карта            |
| --------------------------------------------------------------------------------- | ------------------ | -------------- | ---------------- |
| ① ② ③ ④ Беньсі-Маньчжур Хуаньжень-Маньчжур ① Сіху ② Міньшань ③ Піншань ④ Наньфень |                    |                |                  |
| Статус                                                                            | Назва              | Оригінал       | Населення (2020) |
| Район                                                                             | Міньшань           | 明山区         | 378 936          |
| Район                                                                             | Наньфень           | 南芬区         | 55 560           |
| Район                                                                             | Піншань            | 平山区         | 226 059          |
| Район                                                                             | Сіху               | 溪湖区         | 204 660          |
| Автономний повіт                                                                  | Беньсі-Маньчжур    | 本溪满族自治县 | 230 850          |
| Автономний повіт                                                                  | Хуаньжень-Маньчжур | 桓仁满族自治县 | 229 953          |